# Herbassars de Castelldans
Els herbassars de Castelldans eren un conjunt de 3 tolls, d'origen semi-natural i d'inundació temporal, que formaven una zona de mulladius de gairebé 3 hectàrees. Actualment (juny de 2006), diverses actuacions realitzades a la zona (rebliments i esplanacions amb terres, obertura de rases, etc.) han provocat la destrucció de la major part de la zona humida. Resta només la bassa de l'extrem oest. Aquests herbassars es localitzen al terme de Castelldans, a 300 metres de la cruïlla del camí de Matxerri amb la pista de Castelldans a Aspa.
L'espai estava cobert en la seva pràctica totalitat pel canyís (Phragmites australis), i per bogues (Typha sp.) en menor quantitat. De forma aïllada hi havia peus de tamariu (Tamarix sp.) i pollancres (Populus nigra). Actualment aquestes comunitats i espècies apareixen només, com ja s'ha comentat, al sector més occidental.
Pel que fa als ocells aquàtics, hi apareix la gallineta (Gallinula chloropus) i la fotja (Fulica atra), entre altres espècies. S'hi havia constatat també nidificació de balquer (Acrocephalus arundinaceus). La fauna amfíbia era abundant gràcies a la inexistència de peixos, però podria haver-se vist molt afectada negativament per les actuacions realitzades, que han malmès l'espai.
Aquesta zona humida ha sofert diversos rebliments i moviments de terres i s'ha vist afectada per l'obertura de rases al sector sud, potser relacionades amb el pas d'alguna conducció hidràulica. Aquestes rases han modificat la hidrodinàmica de la zona i semblen haver afavorit la contaminació de les aigües, pel vessament d'una canonada anteriorment soterrada. Més de la meitat de la zona humida ha estat pràcticament destruïda. S'ha realitzat l'enjardinament (per plantació d'espècies arbòries) d'un petit sector situat al límit sud de l'única bassa actualment existent.
Els herbassars de Castelldans formen part de l'espai de la Xarxa Natura 2000 ES0000021 "Secans de Mas de Melons - Alfés.